# Colne F.C.
Colne FC là một câu lạc bộ bóng đá có trụ sở tại Colne, Lancashire, Anh. Trực thuộc Lancashire County Football Association, đội bóng hiện thi đấu tại North West Counties League Premier Division và có sân nhà ở Holt House.

## Danh hiệu
- North West Counties League
  - Nhà vô địch Premier Division mùa giải 2015–16[3]
  - Nhà vô địch Division Two mùa giải 2003–04[3]
  - Nhà vô địch Division Two Cup mùa giải 2003–04[4]

## Thống kê
- Thành tích tốt nhất tại FA Cup: Vòng loại thứ tư màu giải 2019–20[3]
- Thành tích tốt nhất tại FA Trophy: Vòng loại thứ ba mùa giải 2019–20[3]
- Thành tích tốt nhất tại FA Vase: Bán kết mùa giải 2003–04[3]
- Kỷ lục khán giả đến sân: 1,742 người trong trận đấu với A.F.C. Sudbury, Bán kết FA Vase 20 tháng 3 năm 2004[1]
- Cầu thủ ra sân nhiều nhất: Richard Walton[1]
- Cầu thủ ghi bàn nhiều nhất: Geoff Payton[1]